# Venkelstraat
De Venkelstraat is een straat in Brugge.

## Beschrijving
De oorspronkelijke naam van deze in winkelhaak aangelegde straat is Diefhoek. De naam werd wel meer gegeven aan een straat die een schuine, op weinig na rechte, hoek vormde. Ook de Essenboomstraat heette tot in de 15de eeuw Diefhoek.
De naam is voor de hier behandelde straat al in 1358 in een document aangetroffen. Een 'diefhoek' was het gevolg van een aanleg in winkelhaak. Ook andere straten werden Wynckel genoemd, waarvan in Brugge de Kortewinkel is overgebleven.
De evolutie is in documenten te volgen:
- 1533: in de Wynckelstrate die men heet ten Diefhoucke
- 1549: in de Wynckelstrate an de Diefhouc.

Men mag hieruit besluiten dat er eigenlijk twee aaneensluitende straten waren: de Wynkelstraat en de Diefhoek. Maar weldra werden ze één straat onder de naam Wynkelstraat. In de loop van de jaren werd dit in de volksmond gewijzigd tot Vienkelstraat en later officieel tot Venkelstraat. De geboren Bruggelingen houden het nog vaak bij den Diefhoek.
Het gaat om een bescheiden straat, die vooral zijn bekendheid dankt aan de parochieschool die er was gevestigd en de parochiezalen die er aanwezig zijn.
De straat loopt van de Jeruzalemstraat naar de Rolweg.

## Literatuur

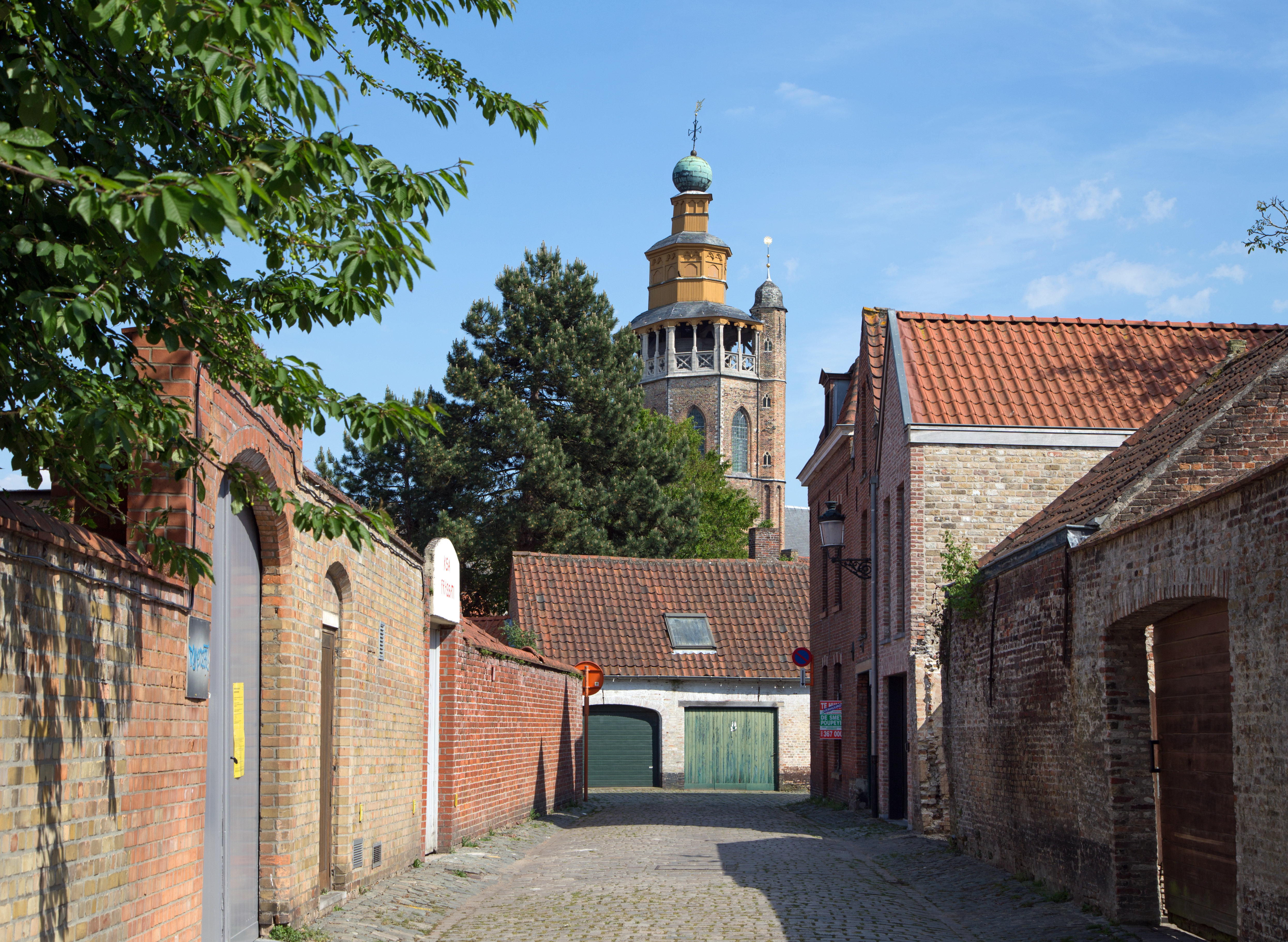
De Venkelstraat, met op de achtergrond de Jeruzalemkerk
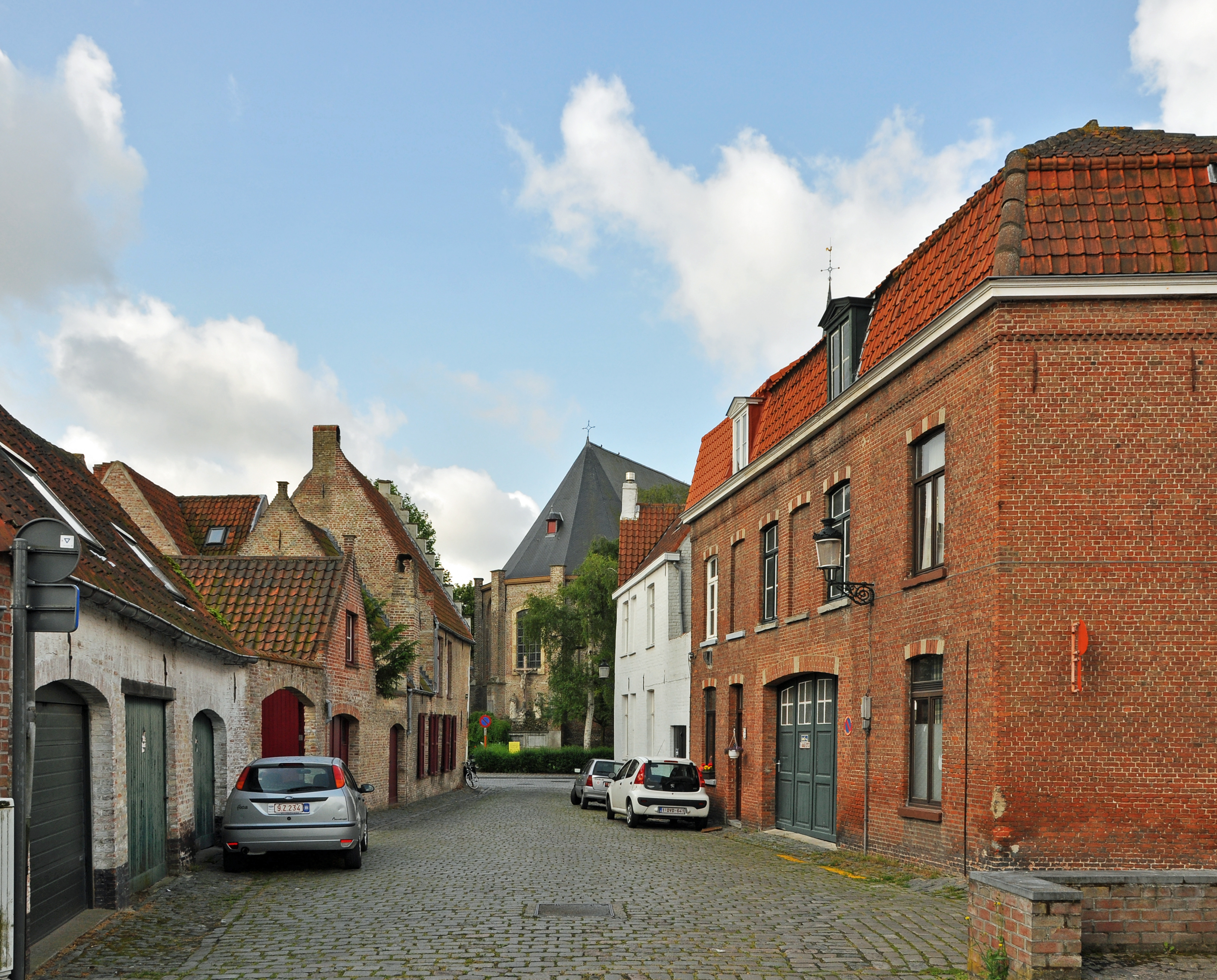
De Venkelstraat in de richting van de Jeruzalemstraat